# إيون (أسطورة)

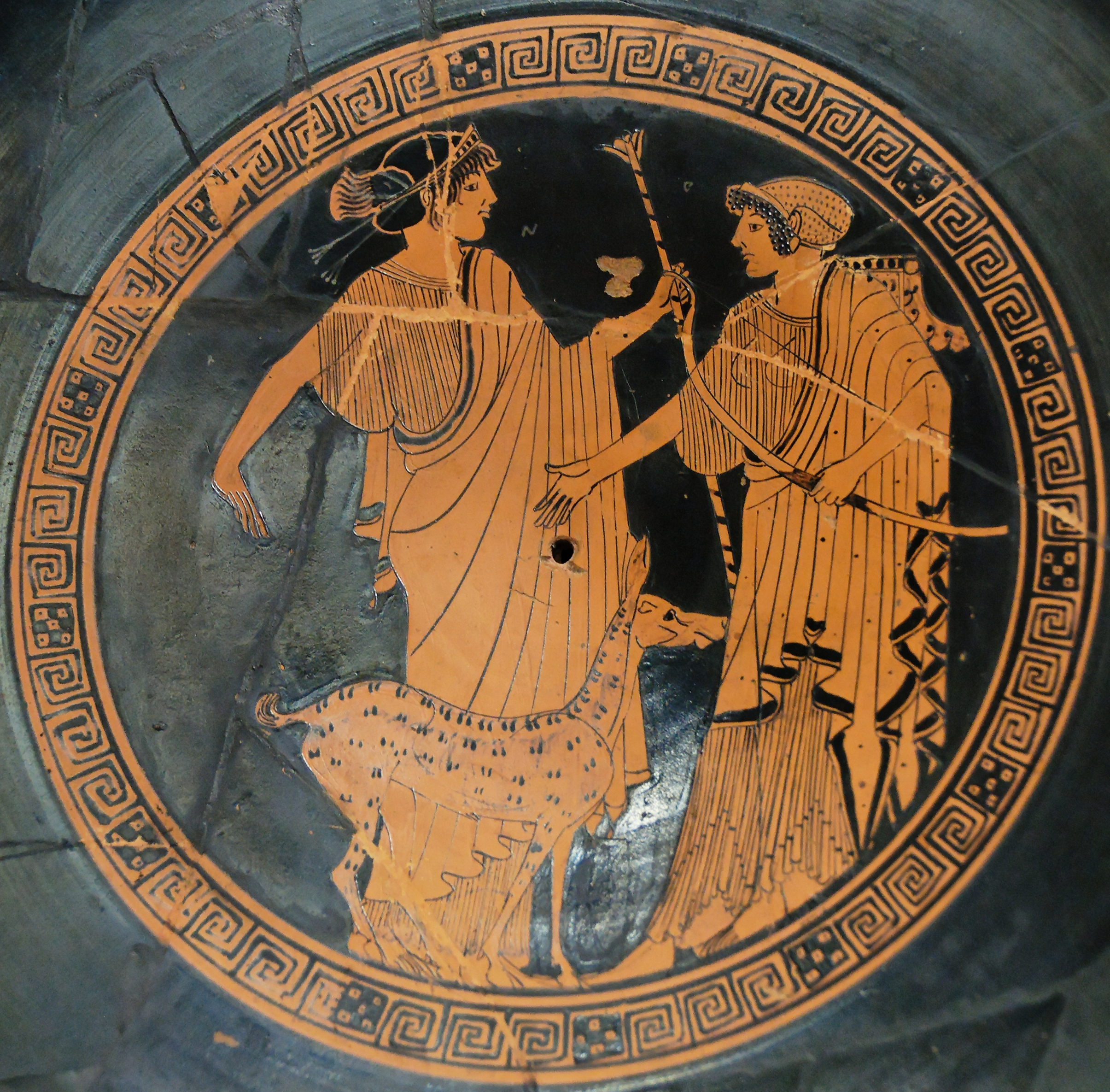

إيون هي أسطورة يونانية، وتعني أي الذي يأتي. بداية الأسطورة أن بطل الفيضان الشهير ديوكاليون، أنجب ثلاثة أبناء وهمًا، وهم أوريثيوس ملك اللوكريين، أما أمفيكتيون هو أول من فكر في خلط النبيذ بالماء، وهيللين هو أكبر الأبناء وأشهرهم؛ لأنه أصبح فيما بعد الجد الأكبر للشعب الإغريقي. تزوج هيللين من أورسيس وأنجب منها ثلاثة أبناء وهم: دوروس وكسوثوس وأيولوس. وقد هاجر الابن الأصغر دوروس الي جبال بارناسوس، وهو الجد الأكبر للجنس الدوري، وهرب الابن الثاني كسوثوس الي أثينا وتزوج من كريوسا ابنة الملك إريخثيوس وانجب منها ولدين وهما إيون وأخايوس، وأصبح إيون الجد الأكبر للجنس الأيوني، كما أصبح أخايوس الجد الأكبر للجنس الآخر. وفي نفس الوقت كان أريخثيوس ملكاً لأثينا وكانت له ابنة تدعي كريوسا. أيضاً في نفس الوقت حدث خلافاً بين الأخوات الثلاثة (دوروس، وإيولوس، وكسوثوس) حيث اتهم كلا من دوروس وإيولوس شقيقتهما الثالثة كسوثوس بالسرقة، وبعدها هرب كسوثوس الي أثينا، وهناك استضاف الملك أريخثيوس وزوجه من إبنته كريوسا، وقضي كسوثوس وكريوسا حياة مليئة بالسعادة، ومر عام تلو الآخر ولكنهما لم يرزقا بذرية، وكانت كريوسا تشتاق لأن تصبح أم، لأن تحركت بداخلها غريزة الأمومة، ولكن للأسف لم يحدث ذلك، على الرغم من ان كريوسا لم تكن عاقرا، لأنها قد انجبت طفلا قبل زواجها من كسوثوس، ولكنها حرمت من ولدها من قبل والده، ووالده هو الإله أبوللون.

## نبذة عن الكاتب
كاتب هذه المسرحية هو يوريبيديس، أحد التراجيديين الثلاثة العظماء (ايسخولوس_سوفوكليس_يوريبيديس), هو تلميذ السوفسطائيين ويصفه اريستوفانيس بأنه شخص ملحد وأيضآ يكره المرأة ودائمآ ينتقدها ويظهرها في صورة سيئة.
كان ليوريبيديس سلوكين في حياته: الأول (سلوكه تجاه النساء):
1. بعض التقاد قالوا انه يكره النساء لأنه تزوج مرتين وكلتا زوجاته قامت بخيانته مع رجل اخر، ولذلك أصبح كاره للمرأة.
2. بعض النقاد قالوا عنه أنه يقوم بتقديم النساء المرأة في صورة سيئة جدآ في مسرحياته والدليل علي ذلك، أن اريستوفانيس قال في مسرحية له أن النساء كانوا مجتمعين في عيد thesmophoriazusai وقرروا ان يقتلوا يوريبيديس لأنه اكتشف أسرار الكثير من النساء وقام بتقدبمها وتمثيلها علي خشبة المسرح، وبهذا الفعل اعتبرهن النساء خائن لأنه قام بإفشاء اسرارهم.
3. البعض الأخر قال انه كان شخص يحب النساء والدليل علي ذلك، أن أسماء جميع مسرحياته أسماء نسائية

(هيلين-ميديا-الكترا-هيكوبا-اندروماخي-الكيستيس-الباخيات-المتضرعات-الطرواديات-الفنيقيات-إيون-هيبوليتوس)
1. بعض النقاد أيضآ قالوا أنه لا يكره النساء ولا يحبهم، ولكنه كان يحاول ان يجد موضوعات جديدة تجذب المستمعين، فهو كان مهتم بمشاعر المرأة ولذلك كان يناقش كل شئ يخص المرأة في مسرحياته وكان أيضآ يقدم النساء اللاتي غير أثينيين أو اغريقيين مثل ميديا وهيكوبا.

يوريبيديس كان ذكيآ جدآ لأنه كان يقدم موضوعات المرأة التي لم تقدم علي المسرح من قبل ولذلك أصبح يوريبيديس متميزآ.
السلوك الثاني (تجاه الألهة): بعض النقاد واريستوفانيس كاتب الكوميديا المشهور بين الشعراء اليونانيين قالوا أنه ملحد، ولكن يوريبيديس لم يكن ينكر وجود اللألهة بل كان يعتبرهم رمزو لمشاعر الأنسان المختلفة مثل: افروديتي (كان يعتبرها رمز الحب) _هيرا (رمز السلطة والنفوذ)_ ارتميس (رمز العفة والطهارة).
وفي هذه المسرحية (إيون) كان فيها مهاجمة شديدة للأله أبولوو لأنه اغتصب كريوسا وأخذ ابنها وتركها وحيدة وحائرة لأنها لم تعرف هل ابنها حي ام ميت.
وأيضا من مظاهر مهاجمة يوريبيديس لأبوللو في هذه المسرحية انه كان يسخر منه ويستهزء به لأنه في بداية المسرحية جعل هرميس يظهر بدلآ منه ويخبرنا القصة وكذلك في نهاية المسرحية أته جعل أيضآ الربة أثينا تظهر بدلآ منه وتخبر إيون الحقيقة، فهو يريد أن يخبرنا أن أبوللوا غير قادر علي مواجهة مشاكله بدليل أنه جعل اشخاص تظهر بدلآ منه لتخبرنا الحقيقة.
ولكن بعض النقاد قالوا أن يوريبيديس يلجأ إلي الألهة عندما يعجز عن وضع نهاية للمسرحية فبمجرد ظهور الأله في نهاية المسرحية هذا يعني أن المشكلة والعقدة قد حلت.

## سر كريوسا الذي كان السبب في حرمانها من ابنها
كريوسا كانت في ريعان شبابها وكانت بنت جميلة، ذات يوم كانت تلعب بالقرب من كهف يقع بجوار معبد الإله أبوللون في دلفي، وفجأة سمعت صوت يناديها من بعيد، فأستمعت الي هذا الصوت ووجدت انه يأتي من داخل هذا الكهف المهجور وكان هذا الصوت ينادي عليها باسمها، وبعد ذلك اتجهت نحو ذلك الصوت ودخلت الي الكهف، وفجأة ظهر امامها نور أضاء الكهف بأكمله، وهنا ظهر الإله أبوللون وجها لوجه. وأبوللون هو صاحب نبؤة دلفي المشهورة وهو الذي يدرك الماضي والحاضر والمستقبل ورامي السهام البارع، ولكنه ظهر في صورة شاب وسيم وانجذبت له كريوسا وظلت في احضانه ولم تستطع المقاومة وبعد أن اغتصبها اختفي هذا الشاب الوسيم أبوللون. وعادت كريوسا الي قصر ابيها وهي تحمل في احشائها طفل من أبوللون، ولكنها بالطبع اخفت عن والدها هذه الكارثة. ولم تخبر أي شخص بهذه الفاحشة، وظلت تتردد علي ذلك المكان الذي حدث فيه الفاحشة علي أمل ان تري ذلك الشاب الوسيم الذي لم تستطع ان تقاومه، ولكنها في كل مرة كانت تذهب لم تجده.
وذات يوم أحست كريوسا بآلام المخاض واسرعت نحو معبد أبوللون في دلفي وظلت تصرخ من ألم المخاض وفجأة ظهر لها نفس الشعاع من النور الذي ظهر لها في تلك الليلة المشئومة، وناداها الإله أبوللون وأمرها ان تدخل الي الكهف وقال لها أنه لن ينس فتاته أبدا ولن يتخلي عن فلذة كبده، وانه سيتستر علي مافعل، وقال لها: كل ماعليكي أن تضعي هذا المولود وانا سوف اهتم به وبتربيته وهذا الطفل الذكر سوف يكون له شان عظيم عندما يكبر، وطلب منها أيضا أن تضعه في سفط (صندوق صغير خاص بالأطفال)، وصنعت بالفعل السفط ووضعت بداخله مولودها أمام باب معبد الإله أبوللون وتتركه وهي مطمئنة حيث وعدها الإله أبوللون أنه سوف يعتني به. وبعد ذلك عادت الي قصر أبيها وكأن شئ لم يكن.

## حياة كريوسا مع زوجها كسوثوس
مرت الأعوام وتزوجت كريوسا من الأمير الهارب كسوثوس، ولكنها لم تخبره شئ عن ماضيها وانها انجبت قبل ذلك، وظلوا هما الأثنان ينتظران مولودا ولكن هذا لم يحدث وهي في نفس الوقت لم تعرف أي شئ عن مولودها السابق. ومع ذلك كانت مطمئنة حيث أن الإله ابوللون وعدها أنه سوف يهتم به، وكانت تظن انه سيعود لها في يوم من الأيام شابا يافعا، ولكن كسوثوس لم يكن سعيدا مع كريوسا دون ذرية، لذلك قرر أن يذهب هو وزوجته كريوسا الي معبد الإله أبوللون في دلفي لكي يستشير النبؤة ويعرف متي سينجب ذريته. وهنا فزعت كريوسا عندما سمعت انهم سوف يذهبوا إلى المعبد، لأنها اعتقدت ان زوجها عرف شيئا عن ماضيها ولكن عندما تحثت معه عرفت انه لم يعلم شئ، فوافقت أن تذهب معه الي المعبد عسي أن تعرف شئ عن فلذة كبدها الذي لم تراه ولم تعلم عنه أي شيء منذ أن وضعته.

### رحلة كريوسا مع زوجها كسوثوس الي دلفي
بدأت رحلة كريوسا مع زوجها الي دلفي مع بعض رفيقاتها وانبهروا بالرسومات والنقوش داخل المعبد، بينما هما في دهشتهم خرج من المعبد فتي ظل يتغني داخل المعبد وينظف المعبد، وهو فتي نشأ في ساحة المعبد وتربي في أحضان كبيرة كاهنات المعبد كما أنه وهب حياته لخدمة الإله أبوللون>

### ظهور إيون
إيون لم يكن له أسم، وهو الصبي الذي يخدم الإله أبوللون وينظف ويكنس أرض المعبد ويهتم به. عندما دخلت كريوسا الي المعبد تذكرت قصتها وتذكرت ابنها الذي لم تعرف عنه شئ منذ ولادته، وظلت تبكي واخذت الموع الحارة تنحدر من عينيها وهنا ظل هذا الصبي يسأل رفيقاتها لماذا تبكي هذه السيدة فلم يجيبه أحدا، فذهب وسألها لماذا تبكين هكذا؟ انتي أول شخص يدخل معبد الإله ويبكي، لأن أي شخص يدل هذا المعبد يكون سعيدا؛ فشعرت بالخجل لأنها لا تريد ان تفصح عن سرها القديم لأنها في حقيقة الأمر تبكي علي ولدها ولكنها لا تريد أن تخبر أحدا. فتظاهرت انها تريد ان تعرف هوية هذا الصبي، لكن هو نفسه لم يعرف لنفسه أما أو أبا، فقد وجد نفسه خادماً في المعبد. وهنا تحاول كريوسا أن تخفي حقيقة مأساتها وتدعي أنها حزينة من أجل صديقتها التي عاشرها الإله أبوللون. أنجبت له ولد... إدعي أنه سيربيه ويتعهده بالرعاية، لكن صديقتها لا تعلم عن وليدها شيئا. يظهر كسوثوس سعيدا لأن النبؤة بشرته أنه لن يعود إلي أثينا إلا وقد حصل علي ولد، وقد أخبرته النبؤة أن أول شخص سيخرج من باب المعبد سيكون هذا ولده. ذهب الفتي ليباشر باقي أعمال النظافة في المعبد بعد أن تأثر بقصة صديقة السيدة كريوسا، وبعد أن أنهي مهامه خرج من باب المعبد، وهنا نجد كسوثوس يجري عليه ويخبره أنه ولده، لأن النبؤة اخبرته أن أول شخص سيراه كسوثوس يخرج من المعبد هو ابنه. ولذلك أطلق عليه كسوثوس أسم إيون، والذي يعني (الذي يأتي). كريوسا كانت داخل المعبد لم تعلم شيئا مما حدث، فقد كانت تبكي داخل المعبد لأنها تريد ان تعرف أين هو؟ وبعد أن خرجت اخبروها رفيقاتها أن الإله أبوللون وهب زوجها كسوثوس ذرية، فغضبت كريوسا غضبا شديدا لأن أبوللون وهب زوجها ابن ولم يخبرها عن مكان طفلها الذي انجبته منه نفسه.

### مؤامرة لقتل إيون
دبرت كريوسا مع أحد شيوخها مؤامرة لقتل هذا الفتي الذي وهبه أبوللون لزوجها، وكانت تحقد عليه لأنها لم تعرف أي شئ عن ولدها لذلك فكرت في قتله، واتفقت مع هذا الشيخ الكبير المسن على قتله أثناء الأحتفال بإيون لأنه وريث العرش بعد كسوثوس، وقالت له أن يضع له السم في المشروب فيقدمه له.
فعل الشيخ ماطلبته سيدته ووضع السم داخل الكأس وذهب ليعطيه لإيون وأخذه إيون وهم أن يلمس الكأس شفته لكن أحد الخدم نطق بلفظ اعتبره إيون فالا سيئا، فتراجع إيون عن شربه والقاه علي الأرض، وفي نفس الوقت همت يمامة علي الأرض فأخذت رشفة من النبيذ فإذا بها تسقط علي الأرض. وهنا تُكشف المؤامرة ويتم القبض علي الشيخ بسبب فعلته هذه، ولكن الشيخ يعترف أنه فعل هذا بأمر من سيدته كريوسا.

### حقيقة إيون أنه ابن كريوسا
بعد أن يعرفوا أن كريوسا هي التي دبرت لمقتل ابن زوجها فيذهبوا ليقبضوا عليها وككنها تدخل المحراب المقدس، وهو مكان ممنوع فيه أن يقتل أو يحدث أي نزاع في هذا المكان المقدس. وتجمع إيون مع أهل دلفي حول المحراب المقدس وأمرها إيون أن تخرج ولكنها رفضت وظلت تدافع عن نفسها، ولكن إيون صمم أن ينتزعها من داخل المحراب وأمر جنوده أن يخرجوها من المحراب. وفجأة ظهرت كاهنة الإله أبوللون... وهي كبيرة كاهنات المعبد... وسمعت بما حدث وعرفت أن الإله قد منح الفتي خادم المعبد ولدا ألي كسوثوس... فغادرت مكانها داخل المعبد وخرجت ألي حيث يوجد إيون وكريوسا ونصحته بعدم قتلها، لأنه إن قتلها سوف يُعاقب من الألهة فعليه أن يعفو عنها ويعود طاهر الأيدي الي أثينا. فقال لها إيون أنه الآن عثر علي والده ولكنه أيضا يريد أن يعرف من تكون والدته، فقالت له الكاهنة أنها هي التي ربته داخل المعبد وكانت بمثابة أم له بعد أن وجدته في سفط صغير أمام باب المعبد وهو مازال وليد. كشفت كبيرة الكاهنات هذه عن هذا السفط التي كانت تخبئه تحت عبائتها وقدمته إلي إيون عسي أن يعثر علي والدته. وهنا كانت المفاجأة أن كريوسا تعرفت علي السفط، فهي التي صنعته بيدها لوليدها قبل أن تتركه أمام المعبد، وعندما لرأته ركضت عليه وقالت لإيون أنها تكون أمه ولكنه لم يصدقها وكان علي وشك أن يقتلها، ولكنها قالت له أستطيع أن اخبرك عن كل قطعة داخل هذا السفط دون أن انظر فيه وأخبرك عن محتوياته، وأنت ستدرك أنني أمك. فظن أنها تفعل ذلك لكي تنجو بفعلتها، ولكنها واصلت صياحها المدوي داخل المحراب وهي تصرخ وتقول إنه ابني وهذا السفط سفطي. فوافق الجميع علي أن تصف لهم كريوسا محتويات السفط، وإذا بها تصفه بأنه رداء نسجته كريوسا بيديها... وعليه رسم حية الجورجونة منسوجا بالخيوط وسط الرداء... سيطرت الدهشة علي إيون والحاضرين... فكل ماذكرته كريوسا صحيح... فسألها إيون ماذا يوجد مع السفط أيضا فقالت له إكليل من أغصان الزيتون وضعته حينذاك حول رقبة الوليد... وهنا تأكد إيون من صحة كلام كريوسا وأندفع نحوها وهي الأخري أندفعت نحوه وأحتضنته، فهو فلذة كبدها التي ظلت تبحث عنه طوال عمرها وهو أيضا إرتمي في حضن والدته كريوسا. وغادر كسوثوس وكريوسا سعيدين بمنحة الإله أبوللون.. وتلك هي اسطورة إيون.

## شخصيات مهمة في المسرحية وصفاتها ودورها

### إيون
يظهر إيون في هذه المسرحية طفل ذكي ويتجدث كلام يفوق سنه بكثير، ونعرف أنه طفل ذكي من خلال هذه المواقف:
- عندما اخبرت النبوءة كثوسوس ان إيون هو ابنه فذهب كثوسوس اليه ليحتضنه ويقبله فلم يتقبل الطفل هذا الفعل ولم يحضنه الا بعد أن روي له كثوسوس ماقالت له النبوءة ولكن أذا كان أي طفل أخر لكان ذهب ألي أبيه وأحتضنه وفرح به ولكن إيون لم يفعل ذلك إلا بعد أن تأكد من كلامه ومن أين أتي بهذا الكلام.
- وبعد أن عرف كل شئ من كثوسوس، وأخبره كثوسوس أنه سيعود معه إلي أثينا فكان رد فعل إيون أنه سكت وظل يفكر في ما الذي سيحدث أذا ذهب مه كثوسوس ألي هناك وأخبره الأتي:

1-	تحدث معه عن السياسة في أثينا وأن السياسين سوف يكرهوه حيث أنه سوف يكون الملك بعد أبيه كثوسوس، ولن يسمحوا له بهذا لأن هذا المنصب يعتمد علي الشهرة وأن يكون محبوب من السياسين ومن الشعب وأيون لم يعرف كيف سيتعامل مع الموقف في أثينا.وقال أنهم سيكرهونه بسبب، أن كثوسوس نفسه لم يكن أثيني الأصل، وإيون منحدر من صلبه.
2-	الأمر الثاني الذي تحدث فيه مع كثوسوس، تحدث معه عن العائلة وقال أنه إذا عاد معه فهذا سوف يجلب الخلافات والمشاكل بينه وبين زوجته كريوسا لأنها ليس لديها أبناء أما كثوسوس أعطاه الإله ابن، وإذا هو فضل إيون علي كريوسا سوف تغصب عليه، وإذا حدث العكس وفضل كريوسا علي إيون سيغضب أيضآ إيون لأنن سيشعر أنه غير مرغوب في هذه العائلة.
- واخر أمر تحدث فيه مع كثوسوس وأيضآ يظهر لنا مدي ذكائه ولباقته في الكلام، أنه قال لكثوسوس إذا أصبحت الملك من بعدك سوف اتعرض للمخاطر لأن مثل هذه الحياة يوجد فيها صعوبات ومشاكل وخلافات عديدة من الشعب ومن السياسيين في أثينا، وأن هذا الطبيعي لأننا ليس في الجنة.وقال له أيضآ إني أفضل حياة المعبد التي كنت أنعم بها بدون أي مشاكل مع أي جهة فهو يفضل هذه الحياة البريئة الهادئة علي أن يعيش في المدينة المليئة بالصخب والمشاكل وخصوصآ أنه سيصبح الملك، وفي نهاية كلامه مع أبيه قال له أترك لي حرية الأختيار.
- موقف أخر يظهر لنا ذكاء إيون، عندما كانوا يحتفلون برجوع لأثينا وكان كل الحاضرون يمسكون في ايديهم كئوس النبيذ، في ذلك الوقت تقدم الشيخ الكبير ليقدم الكأس إلي إيون وقبل أن يشربه إيون سمع كلمة من أحد الحاضرين فأعتبرها كلمة سيئة الحظ فقام بألقاء الكأس من يده علي الفور، وبعد أن ألقاه علي الأرض كان يوجد حمام في الساحة فنزلت حمامة تشرب من الكأس المسكوب وبعذ أن شربت طارت في الجو ولكنها كانت في حالة عدم إتزان وسقطت علي الأرض وماتت، فبعد هذا الموقف إيون استنتج فورآ أنه يوجد شخص يريد قتله، وأكتشف بعد ذلك أن الشيخ المسن هو الذي كان يريد قتله، وقام هذا الشيخ بالأعتراف بكل شئ وهو أنه فعل ذلك بأمر من كريوسا.

### كريوسا
- تظهر كريوسا في البداية حزينة جدآ لأنها لا تعرف شيئآ عن ابنها هل هو ميت أم حي، فلذلك نجدها حزينة ويائسة.
- بعد ذلك أظهرت لنا عنفها عندما ظلت تتهم أبوللو وتتهمه وتسئ له لأنه تركها بعد أن اغتصبها وتركها شريدة الفكر ولا تعرف شيئآ عن ابنها.
- وتظهر لنا عنيفة أيضا في موقف أخر عندما اتفقت مع الشيخ الكبير (خادمها) وأمرته أن يقتل إيون بواسطة السم الذي وضعه له في الكأس أثناء الأحتفال، وفعلت ذلك لأن الإله أبوللو اعطي لزوجها ابن ولم يجعلها تعرف شيئآ عن ابنها هو هوميت أم حي.
- وفي النهاية نجدها سعيدة وراضية وتشكر أبوللو أيضآ لأنه اعاد لها ابنها في النهاية وعاشت حياة سعيدة مع زوجها وابنها.

### الشيخ الكبير (الخادم)
- هو خادم كريوسا وكان من قبل خادم أبيها، ويريد أن يفعل أي شئ ليجعلها سعيدة راضية.
- هو رجل جبان وضعيف جدآ والدليل علي ذلك أنه عندما إيون عرف أنه يوجد شخص ما يريد قتله وقبض علي هذا الشيخ، اعترف الشيخ علي الفور وقال له أن كريوسا هي التي دبرت مقتله لأنها تحقد عليه ولا تريده في القصر، وفعل ذلك حتي ينقذ نفسه من المحاكمة وهذا يدل علي أنه ضعيف وجبان.
- وأيضآ لا يحترم سنه الكبير ليشترك في مثل هذه المؤامرة.

### العرافة
- هي عرافة معبد أبوللو، وهي التي كانت تعتني ب إيون منذ الصغر وتهتم به وهي امرأة طيبة وحكيمة وظهرت مرة واحدة في هذه المسرحية، وكان ظهورها هو المشهد الذي جعل تطور في الأحداث، لأنها ظهرت في الوقت الذي كان سيقتل فيه إيون كريوسا بدون علمه أنها أمه، ظهرت لكي تقول له انها تملك المهد الخاص به وهو صغير، وقالت له أنه يأخذه ومن خلاله سيستطيع أن يجد أمه، أثناء هذه اللحظة لمحت كريوسا هذا المهد وتعرفت عليه لأنها بنفسها التي صنعته لرضيعها وتركت المحراب المقدس وذهبت الي إيون وقالت له أنه أبنها وأن هذا المهد هي التي صنعته له بعد ولادته ووصفت له كل قطعة موجودة في ذلك المهد لكي يصدقها.ولذلك كان مشهد ظهور العرافة هو المشهد الرئيسي أو نسميه مشهد التعرف لأنهم تعرفوا علي بعضهم البعض في هذا المشهد.

### كثوسوس
- لم يكن أثيني الأصل، ولكنه حارب بجانب اريخسيوس ملك أثينا، وبعد ذلك أصبح هو الملك بعده وتزوج ابنته كريوسا، ومانعرفه عنه أنه كان ساذج ولا يسعي الي فهم أي شئ، والدليل علي ذلك عندما طلب من أبوللو أنه يريد ابن وبعد أن اعطاه أبوللو الأبن لم يحاول أن يعرف لماذا اختار له الإله هذا الولد بالأخص وعندما رأي إيون جري إليه وحاول أن يحتضنه ويقبله دون حتي أن يتحدث معه، فكل ماكان يريده أن يصبح لديه ابن ولا يوجد عنده مشكلة من يكون هذا الولد أو ابن من يكون، وهذا يدل علي سذاجته.وكان مصيره في النهاية أنه عاش مع كريوسا ومع إيون دون أن يعلم الحقيقة ان إيون في الأصل ابن كريوسا والإله أبوللو، ولقد فعلت كريوسا ذلك ولم تخبره بالحقيقة بأمر من الربة اثينا التي ظهرت في أخر مشهد في المسرحية واخبرتها بذلك.

من الجدير بالذكر في هذه الأسطورة أنها الوحيدة التي انتهت بنهاية سعيدة وغير مأساوية عكس الأساطير الأخري وهذا اللي جعل يوريبيديس مميز.